# چشمه‌ی قدیسان
چشمه قدیسان کمدی یک پرده‌ای اثر جان میلینگتون سینگ است که اولین بار، انجمن تئاتر ملی ایرلند، در سال ۱۹۰۵ در سالن تئاتر ابی آن را اجرا کرد. داستان در جایی کوهستانی در شرق ایرلند، در یکی دو قرن پیش، اتفاق می‌افتد. این نمایشنامه مانند آثار دیگر سینگ، به زبان ایرلندی محلی نوشته شده‌است که با زبان انگلیسی متداول متفاوت است.

## شخصیت‌ها
مارتین داول، مری داول، تیمی، مالی برن و قدیس.

## خلاصه داستان
مارتین و مری داول دو گدای کور هستند که مردم شهر در مورد قیافه‌هایشان، که زشت و کثیف است، به آن‌ها دروغ گفته‌اند. آرزوی همیشگی آن‌ها این است که بینایی شان را به دست بیاورند و از زیبایی همدیگر بهره‌مند بشوند. اما وقتی قدیس آن‌ها را به آرزویشان می‌رساند و با حقیقت مواجه می‌شوند، دیگر مطمئن نیستند که دیدن، آن چیزی است که آن‌ها را خوشبخت می‌کند یا ندیدن. در پایان آن‌ها باید تصمیم بگیرند که بین دیدن و ندیدن کدام یک را می‌خواهند.

## اجرا
- تئاتر ابی[۱] اجراهای متعدد
- تئاتر جرمینال دنور،[۲] ۱۹۷۸ و ۲۰۰۹
- تئاتر سوگان[۳] بوستون، ۲۰۰۴
- تئاتر دروئید[۴] ایرلند
- تئاتر کورپوس[۵] ۲۰۱۵